# 戴维·斯佩格尔
戴维·纳撒尼尔·斯佩格尔（英語：David Nathaniel Spergel，1961年3月25日—），美国理论天体物理学家，普林斯顿大学教授。他以在WMAP（威尔金森微波各向异性探测器）上的工作而知名。他是威尔金森微波各向异性探测器团队的一员，并一直在处理从空间传回的数据。

## 生平
斯伯格出生在纽约州的罗切斯特，曾就读于纽约州亨廷顿的约翰·格伦高中。1982年，他在普林斯顿大学获得天文学学士学位，以最优异成绩毕业。1983年，他成为了牛津大学的访问学者。
1984年，他在哈佛大学获得天文学硕士学位。1年后，获得哈佛大学天文学博士学位，博士论文题为《弱相互作用大质量粒子的天体物理学影响》。
2016年，斯伯格加入了西蒙斯基金会弗拉泰伦研究院，成为了计算天体物理中心的创始主任。

## 研究方向
斯伯格的研究兴趣包括搜索邻近恒星的行星、研究宇宙的形状、星系的形成和演化。威尔金森微波各向异性探测器卫星是他研究的主要焦点。他的WMAP的论文曾是当时所有物理学 和空间科学新论文中被引最多的。2001年6月30日，威尔金森微波各向异性探测器发射成功。
斯伯格的毕业论文研究了暗物质。2000年，斯伯格和普林斯顿的同事保罗·斯泰恩哈特提出了强自相互作用暗物质 (SIDM) 的概念。
此外，斯伯格等正在开发使邻近恒星的类地行星直接成像的新技术。

## 社会兼职
斯伯格是麦克阿瑟研究员，是美国航天局咨询理事会成员、空间研究委员会主席，查尔斯·杨天文学教授和美国国家科学院成员，曾任新泽西州普林斯顿大学高等研究院的W.M.凯克杰出访问教授。
斯伯格在WFIRST（宽场红外空间望远镜）的发展中扮演了领导角色，后者是一个价值数十亿美元的在2020年代中期的空间登陆计划。

## 奖项和荣誉
1994年，他被授予海伦·B·华纳天文学奖。 
2010年，他与查尔斯·本内特和莱曼·佩吉共同获得了邵逸夫天文学奖，奖励他们在威尔金森微波各向异性探测器上的工作。 
2014年12月18日，斯伯格被列为自然杂志最重要的十人之一，同被提名的包括玛丽安·米尔札哈尼、拉迪卡·纳格帕尔和其他人。
2015年，他与马克·卡米翁科夫斯基共同获得丹尼·海因曼天体物理学奖，"为他们对宇宙微波背景涨落的研究做出的杰出贡献，使得我们对宇宙的理解取得重大突破"。
2017年，他与查尔斯·本内特、莱曼·佩吉等人共同获得了2018年基础物理学突破奖。

## 学生
知名学生有朱丽安·达康顿、阿莉·皮特斯、约瑟夫·欣纳维和何兆鎏等。

## 轶事
斯伯格是一个狂热的自行车和滑雪爱好者。。

## 拓展阅读
- 比利·古德曼，"大爆炸理论的重要日子" 普林斯顿毕业生周刊 (2002年) pp441ff 在线
- 当代传记年鉴 (H.W.威尔逊公司，2005年) 卷66 pp 535-36。